# Silene sericea
Silene sericea ist eine Pflanzenart aus der Gattung der Leimkräuter (Silene) innerhalb der Familie der Nelkengewächse (Caryophyllaceae).

## Beschreibung

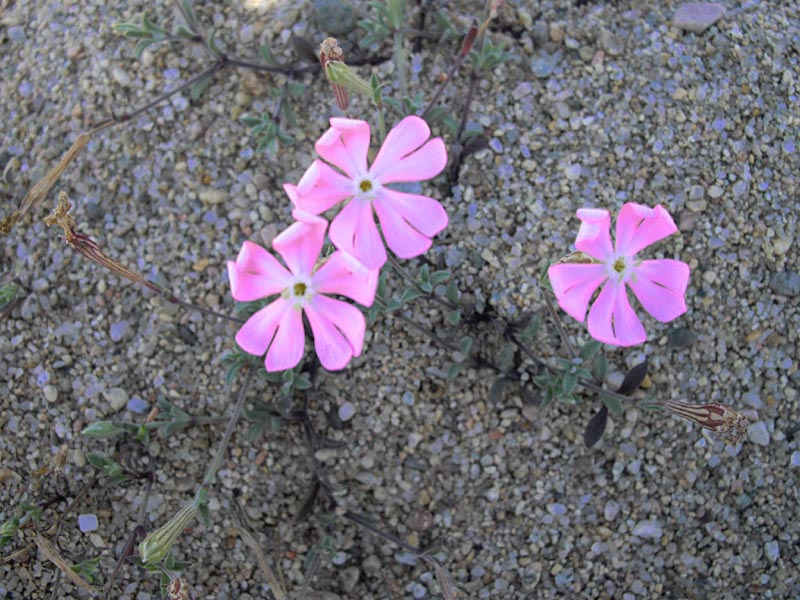
Radiärsymmetrische Blüten

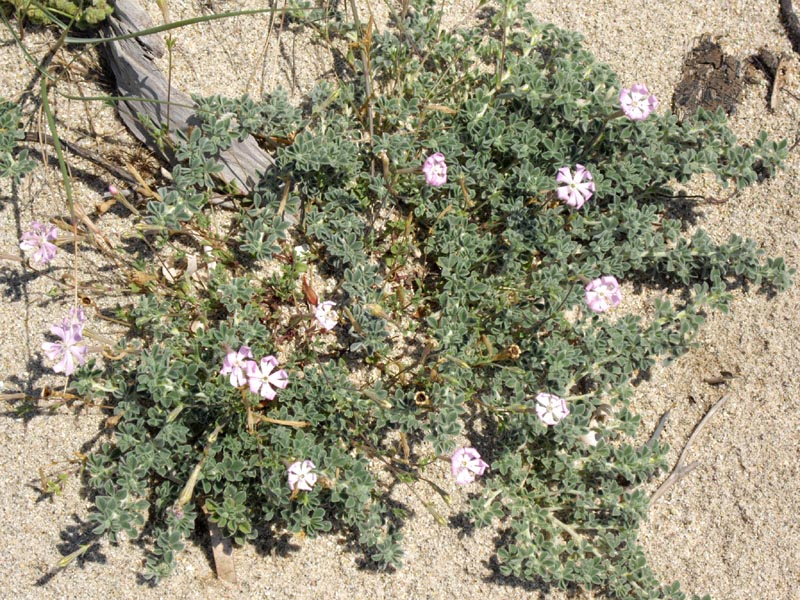
Habitus im Habitat

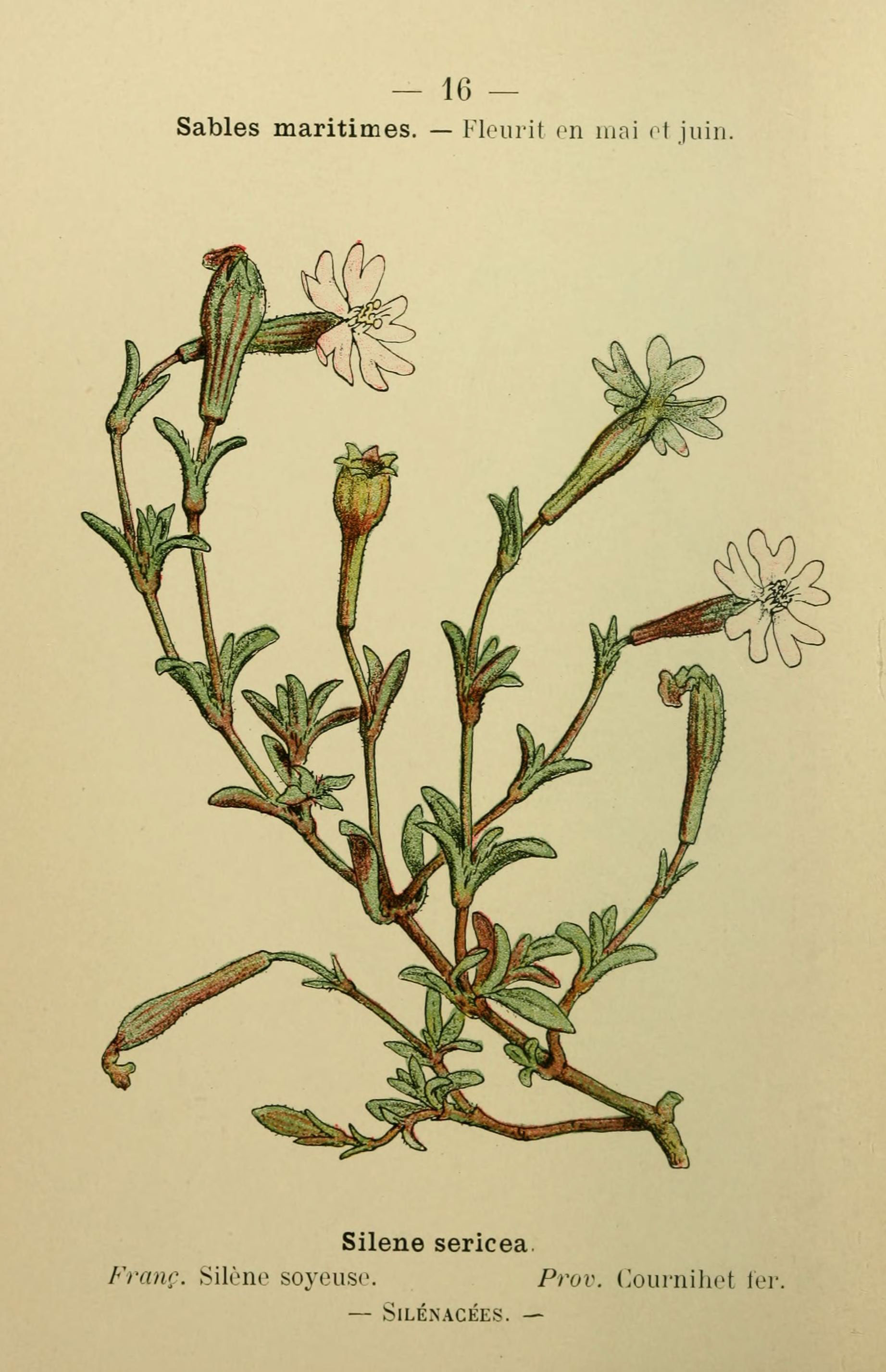
Illustration aus Flore coloriée de poche du littoral méditerranéen de Gênes à Barcelone y compris la Corse

### Vegetative Merkmale
Silene sericea wächst als  einjährige krautige Pflanze, die Wuchshöhen von 8 bis 50 Zentimetern erreicht. Die Stängel sind niederliegend oder aufsteigend und behaart. Die unteren Laubblätter sind länglich-eiförmig und an der Basis bewimpert; die oberen sind linealisch-lanzettlich.

### Generative Merkmale
Die Blüten befinden sich meist einzeln an den Zweigenden, seltener zu zweit oder dritt. Die zwittrigen Blüten sind radiärsymmetrisch und fünfzählig. Der Kelch ist bei einer Länge von 12 bis 20 Millimetern zylindrisch, ist am oberen Ende nicht verengt und weist lanzettliche Kelchzähne auf. Die fünf Kronblätter sind zweispaltig.
Das Karpophor ist 4 bis 12 Millimeter lang. Die dunkel-braunen Samen sind bei einer Länge von 1 bis 1,4 Millimetern nierenförmig bis länglich-nierenförmig. An der Rückenfurche der Samen befinden sich keine gewellten Flügel.
Die Chromosomenzahl beträgt 2n = 24.

## Vorkommen
Silene sericea kommt im westlichen Mittelmeerraum, in Spanien, Frankreich, Italien, auf den Balearen, auf Sardinien und Korsika vor. Sie gedeiht auf Sandstränden und Kulturland.

## Systematik
Die Erstveröffentlichung von Silene sericea erfolgte 1785 durch Carlo Allioni in Flora Pedemontana sive Enumeratio Methodica Stirpium Indigenarum Pedemontii, Band 2, Seite 81, Tafel 79, fig. 3.
Seit Gonyalons et al. 2019 gibt es keine Subtaxa mehr.